# Boggie
Csemer Boglárka (n. 30 noiembrie 1986) mai bine cunoscută după numele ei de scenă, Boggie, este o cântăreață maghiară ce a căpătat notorietate internațională datorită hitului "Parfüm" / "Nouveau Parfum". A câștigat selecția națională a Ungariei și a reprezentat Ungaria la Concursului Muzical Eurovision 2015 cu piesa Wars For Nothing.

## Studii
Boggie a început primele studii muzicale la vârsta de 13 ani. Doi ani mai târziu începe să studieze muzică clasică și pianul la Liceul de Muzică „Fasang Árpád”. În 2004 începe să studieze muzica Jazz Liceul de Muzică „Erkel Ferenc”. Își continuă studiile în muzică la Kőbányai Zenei Stúdió, în paralel studiind la Colegiul Național „Eszterházy Károly” Limba franceză și Romantismul .

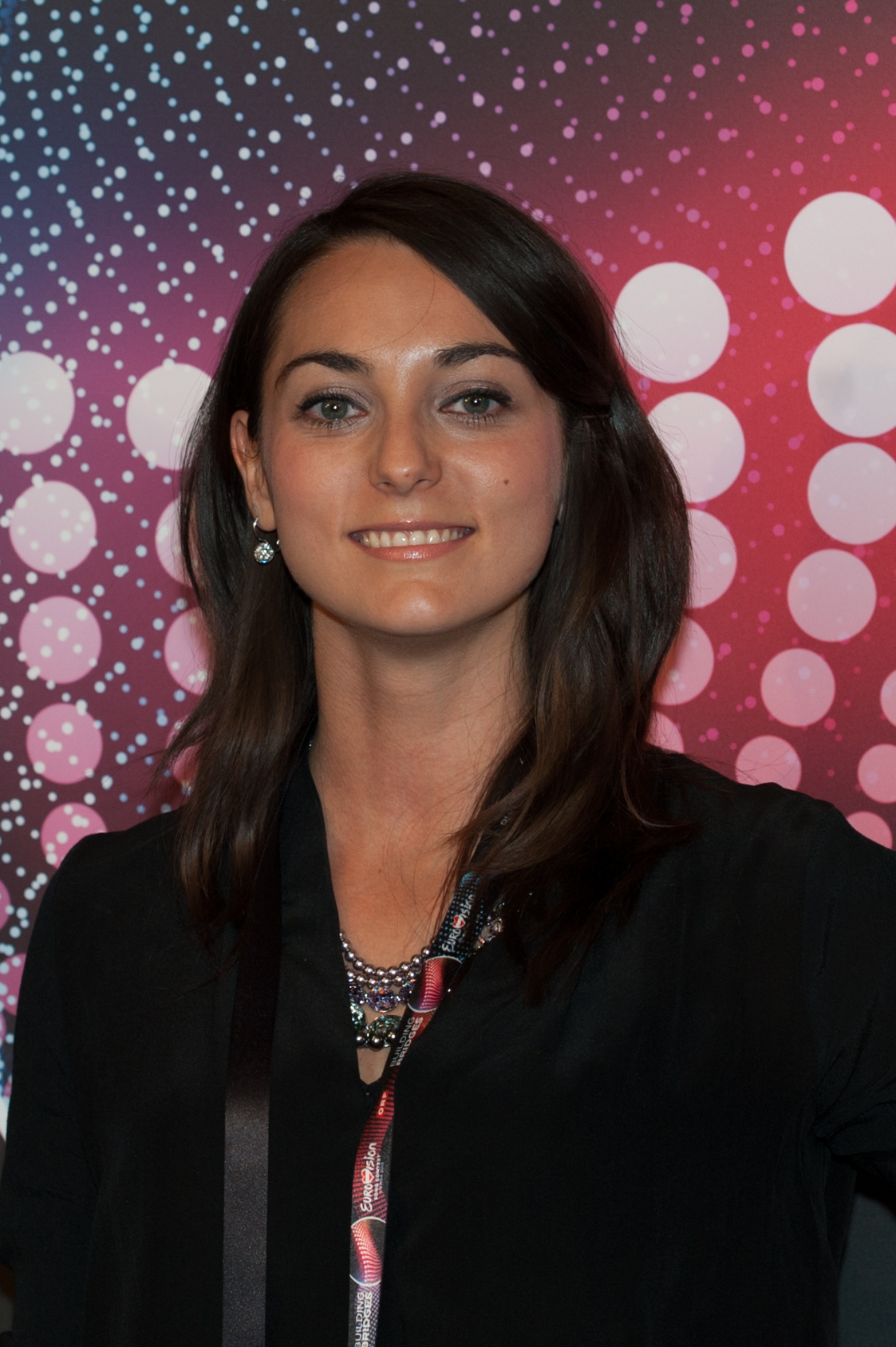
Boggie 2015

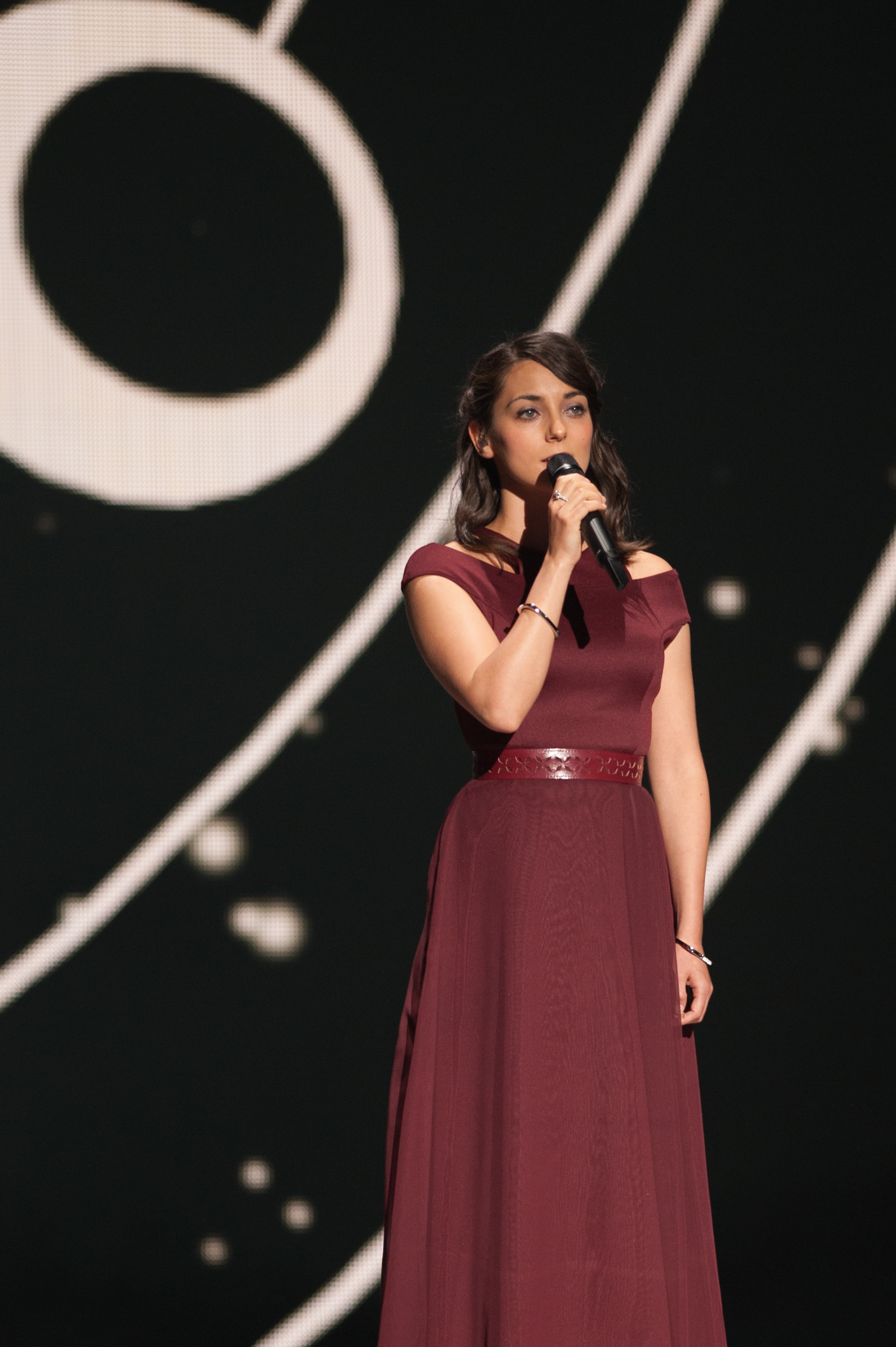
Boggie la Concursului Muzical Eurovision 2015.

## Legături externe
- Site-ul Oficial Boggie
- Csemer Boglárka – Boggie (2013) Arhivat în 14 februarie 2015, la Wayback Machine.
- Csemer Boglárka – All Is One Is All (2014) Arhivat în 14 februarie 2015, la Wayback Machine.